# Faillite de la Sabena

Logo de la Sabena.

La faillite de la Sabena désigne la liquidation judiciaire de la compagnie aérienne porte-drapeau belge Sabena. Elle eut lieu le 7 novembre 2001, mettant de facto un terme aux emplois des 8 029 travailleurs de la Sabena SA et affectant grandement les autres membres du Groupe Sabena, qui employait près de 13 000 personnes à l'époque.
C'est à ce jour la faillite la plus importante du Royaume, mettant fin à 78 années d'existence, puisque la Sabena fut créée en 1923, ce qui faisait d'elle l'une des plus anciennes compagnies aériennes nationales encore en activité.

## Contexte

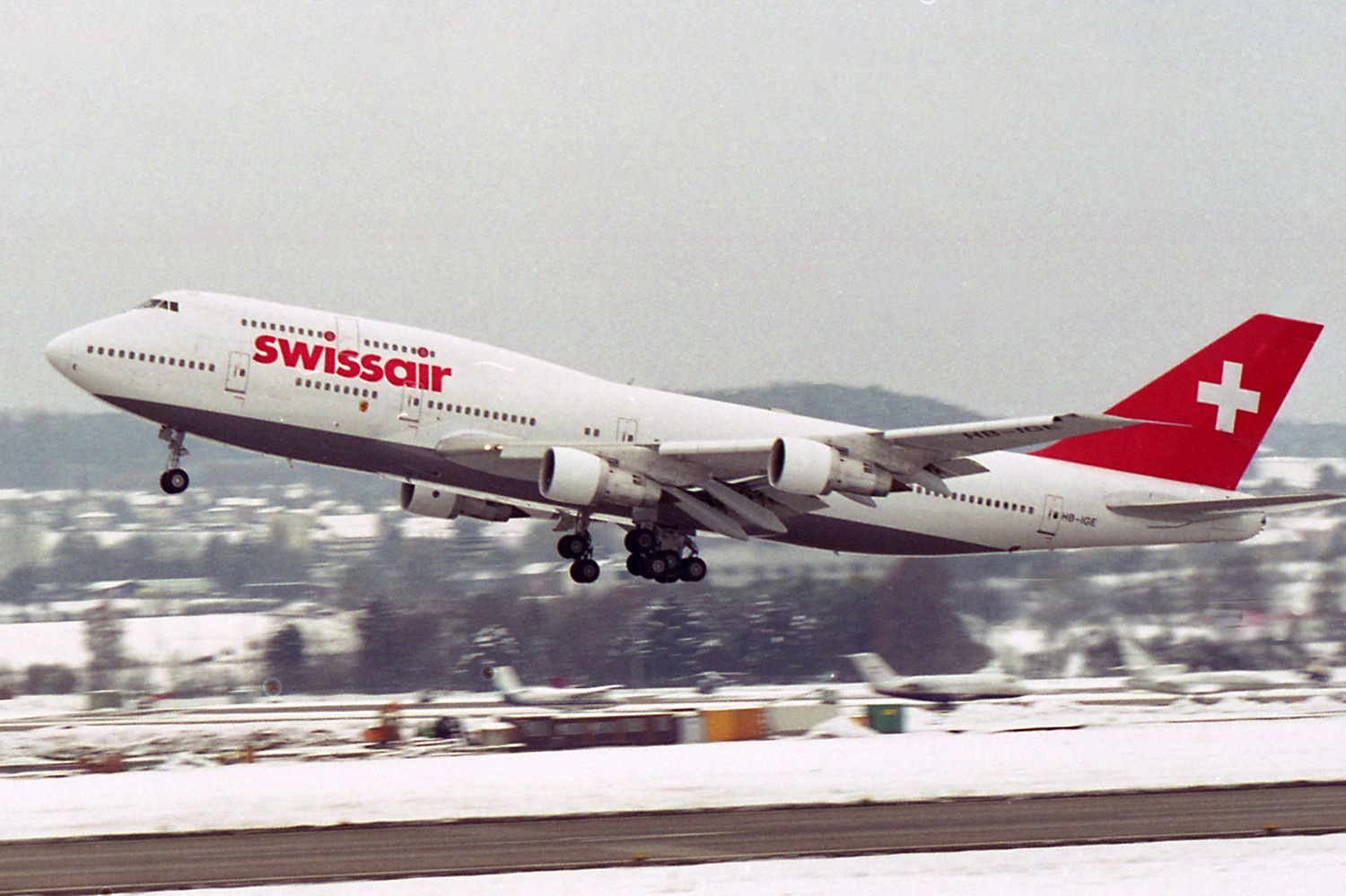
La compagnie aérienne suisse Swissair détenait 49,5% de la Sabena et cessa ses activités un mois avant la faillite de la compagnie belge, à la suite de défauts de paiement.

La Sabena SA était une société anonyme crée en 1923 à la demande expresse du Roi Albert 1er, à l'époque où les nations souhaitaient avoir une compagnie aérienne porte-drapeau, à l'instar de la KLM néerlandaise (créée en 1919). Le Roi nomme d'ailleurs un militaire comme premier directeur général : le Capitaine-commandant Georges Nélis, as de l'aviation belge pendant la Première guerre mondiale. Elle commence ses activités le 23 mai 1923 avec un capital initial  de 6 millions de francs belges, financé par trois acteurs : le SNETA (Syndicat national pour l'étude du transport aérien), l’État belge et le Congo belge (alors colonie de la Belgique), soit d'emblée avec un partenariat public-privé. Les premières lignes s'opèrent d'une part sur le territoire de la métropole et d'autre part dans la colonie. C'est en 1925 que la Sabena inaugure ses premières lignes entre la métropole et le Congo qui resteront longtemps son cheval de bataille, puis développe son réseau international au départ de l'aérodrome de Haren puis de l'aéroport de Bruxelles-National après la Seconde guerre mondiale.
L'État belge étant l'actionnaire principal de la compagnie, il injectait régulièrement de l'argent public afin de financer ou de combler ses pertes. Ce partenariat public-privé belge ne concernait pas que la Sabena, on peut également citer la Société nationale des chemins de fer belges ou Electrabel, qui existent encore aujourd'hui. Il fut cependant remise en cause par les différents traités de l'Union européenne qui régulèrent et limitèrent les aides financières des États aux sociétés.
Pour de multiples raisons, la Sabena n'a jamais pu être une société rentable d'un point de vue économique. Au fur et à mesure des années, l'État belge a donc décidé de céder de plus en plus de ses parts à des actionnaires privés et envisageait de la privatiser entièrement, la Sabena étant devenue un poids que le gouvernement fédéral souhaitait de moins en moins supporter. En effet, les logiques de privatisation menées par les différentes réformes de l’État belge dès les années 1960 avaient conduit au projet de supprimer la compétence des transports de l'état fédéral, ce qui fut fait dès la troisième réforme, à la fin des années 1980.
La première étape fut de diviser la Sabena en différentes filiales, dans les années 1980, sous l'impulsion du ministre des communications de l'époque, Herman De Croo et du nouveau directeur général, Carlos Van Rafelghem. La Sabena Airlines devient alors l'une des composantes du Groupe Sabena, qui gère également la Sabena Catering pour la nourriture à bord, la Sabena Hotels pour les différents hôtels de la compagnies en Belgique et à l'étranger, ou encore la Sabbel Insurance Ltd, chargée des opérations financières non liées à l’aéronautique. Certaines de ces filiales existent encore aujourd'hui, comme la Sabena Technics.
C'est dans ce contexte de nécessité de recapitalisation et de modernisation structurelle que, dans les années 1990, la Sabena commença à chercher des compagnies aériennes avec qui s'allier afin de former un groupe international fort, capable de faire face la démocratisation du transport aérien et aux évolutions de l'économie et de la société.
Après quelques tentatives infructueuses, une alliance fut conclue avec la compagnie aérienne suisse Swissair en 1995, qui devint alors actionnaire minoritaire à hauteur de 49,5%, avec un projet de monter à 85% (le reste des parts étant alors détenues par l’État belge) mais qui ne vu pas le jour, notamment du à l'arrêt des activités de la compagnie helvétique un mois avant la faillite de la Sabena, soit le 2 octobre 2001, puis à sa propre faillite le 31 mars 2002.

### Plans de sauvetage

#### Alliances

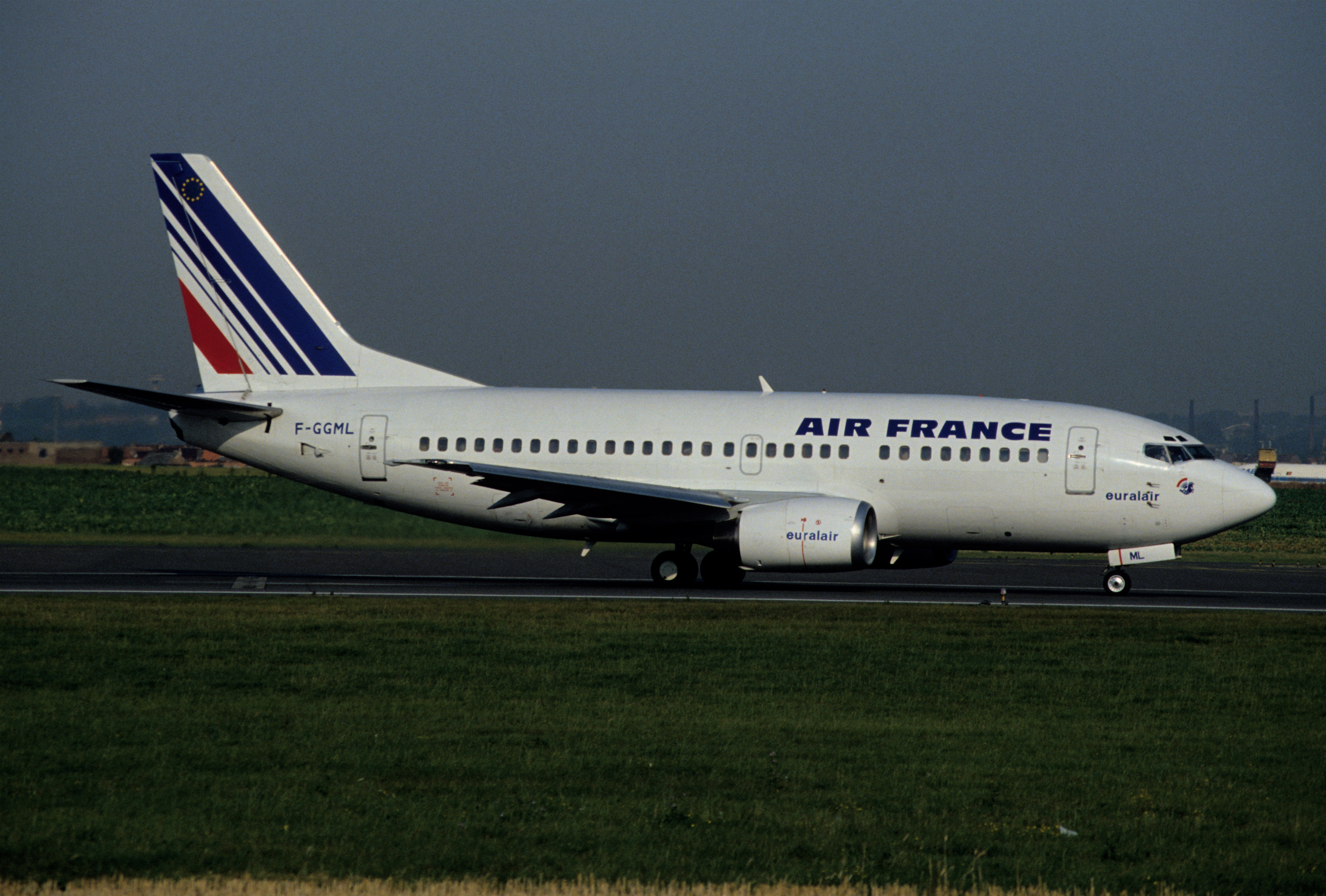
La Sabena avait d'abord conclu une alliance avec Air France entre 1992 et 1994.

Depuis les années 1980, le manque de rentabilité de la Sabena et les difficultés de capitalisation de l’État la pousse à devoir s’allier avec d'autres compagnies aériennes afin de survivre. Un premier projet d'alliance avec Scandinavian Airlines se profile en 1987 mais est abandonné.
En 1992, la Sabena s'allie à Air France, sans toutefois que cette dernière n'injecte du capital dans la compagnie belge. L'accord est rompu en 1994, année où un audit de la banque Lazard avait conclu à la nécessité de recapitaliser la Sabena au minimum à hauteur de 248 millions €.
En 1995, la compagnie Suisse Swissair, alors partenaire avec Delta Air Lines, se montre intéressée par une alliance avec la Sabena, notamment à la suite d ses propres échecs d’alliance avec SAS, Austrian Airlines et KLM.
Cette alliance offre à Swissair l’accès à l’Union européenne via le hub de l'aéroport de Bruxelles-National, ainsi que les destinations extra-européennes via une compagnie à majorité belge, et notamment le réseau africain de la Sabena.
Le partenariat est conclu le 4 mai 1995 et Swissair possède alors 49.5% des parts de la Sabena, l’État belge gardant 50.5%. Cependant, la compagnie suisse devient actionnaire majoritaire grâce ses warrants.
La Commission européenne donne son feu vert à un apport de 161,13 millions d'euros de Swissair au capital de la Sabena à condition que :
- L'administrateur-délégué soit nommé sur proposition du président du conseil d’administration et de Swissair.
- Le planning et la gestion de l’ensemble des réseaux s’effectuent selon les normes et procédures déterminées par Swissair.
- Un plan de restructuration de la Sabena soit rapidement mis en place afin d'atteindre au minimum un équilibre financier.
- L’État belge poursuive la recapitalisation de la société.
- La division Sabena Catering soit reprise par Gate Gourmet, la filiale restauration de Swissair.
- L'harmonisation des flottes d'avions, la Swissair volant majoritairement avec des Airbus et la Sabena avec des Boeing.

En juillet 1995, le nouveau Conseil d'administration est mis en place et en 1996, Pierre Godfroid est remplacé par le suisse Paul Reutlinger.

#### Plans de restructuration
Le nouveau CEO suisse met alors en place un plan économique nommé « Horizon 1998 », avec pour but 116,51 millions € d’économies. La même année, les pertes de la Sabena atteignent 223,10 millions € et que celles de Swissair (devenue le holding SAirGroup) atteignent 297,49 millions €.
Le 5 juillet 2000, Paul Reutlinger annonce qu'il quitte la Sabena et qu'il sera remplacé par l'allemand Christoph Müller. En octobre 2000, le nouveau CEO présente son nouveau plan de restructuration: « Blue Sky », en vue de réaliser quelque 357 millions € d’économies.

#### Plans de la dernière chance
Le gouvernement belge, notamment via son ministre des finances Didier Reynders tenta de mettre sur pieds des plans de relance afin d'attirer de nouveaux investisseurs. L'un des repreneurs potentiels s'étant manifesté était la compagnie aérienne britannique low-cost Virgin Express de Richard Branson, compagnie avec laquelle la Sabena avait déjà des accords d'achat de sièges mais qui finit, en 2001, par attaquer la société belge en justice pour non-respect de ce contrat.
C'est finalement la faillite qui est décidée comme meilleure option avec un plan de création d'une nouvelle compagnie aérienne nationale sur base de la compagnie Delta Air Transport alors filiale de la Sabena.

## La faillite

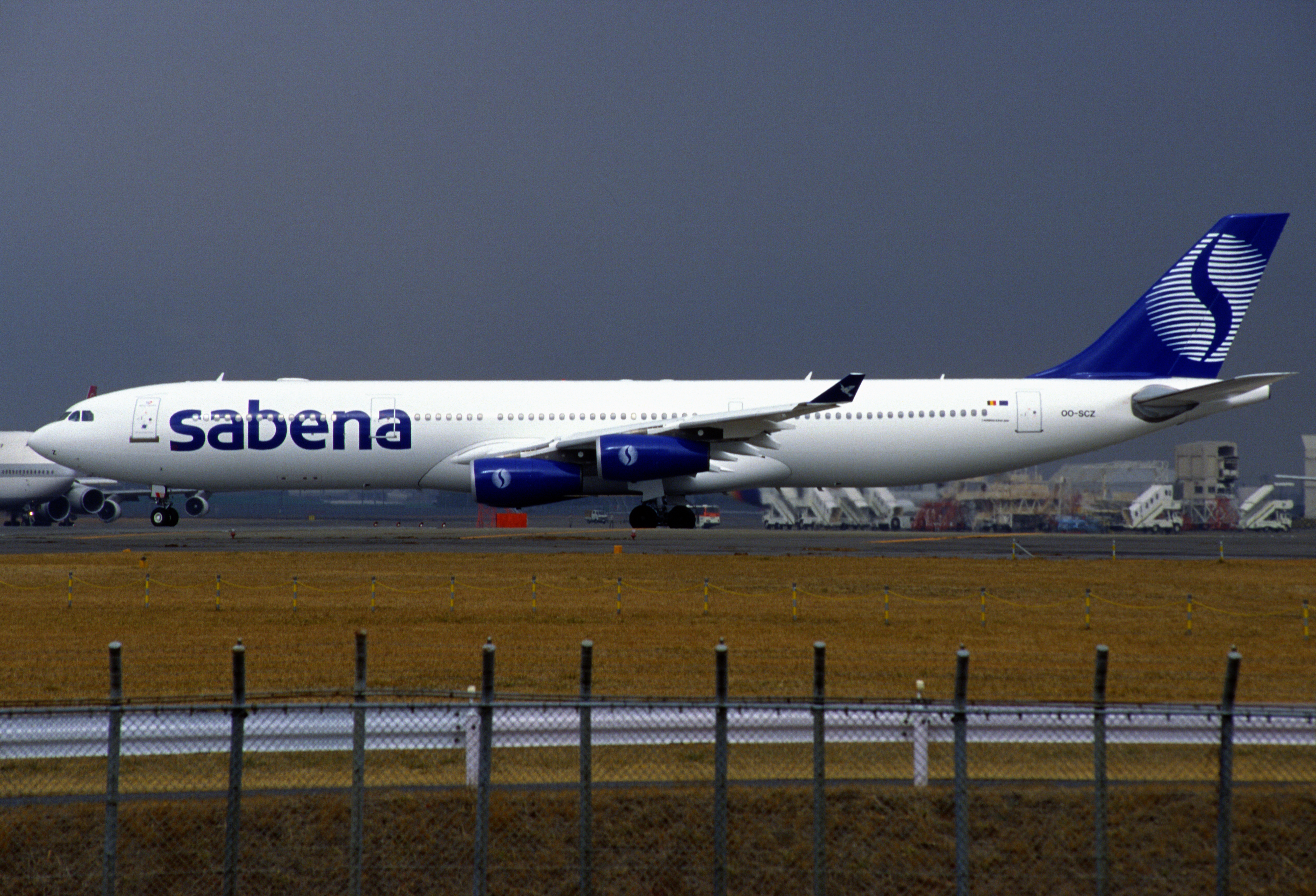
Le dernier vol fut opéré le 7 novembre 2001 entre Abidjan (Côte d'Ivoire), Cotonou (Bénin) et Bruxelles, par cet Airbus A340-300 immatriculé OO-SCZ.

### Chronologie
- 23 mai 1923: création de la Sabena (Societé Anonyme Belge d'Exploitation de la Navigation Aérienne)
- 30 juin 1960 : Indépendance du Congo belge
- 1978: nouveau directeur: Carlos Van Rafelghem
- 1987 : projet d'alliance avec Scandinavian Airlines, qui échoue.
- 1991: nouveau directeur: Pierre Godfroid
- 1992 à 1994 :  accord avec Air France.
- 4 mai 1995: alliance avec la compagnie suisse Swissair.
- 1996: nouveau directeur: le Suisse Paul Reutlinger.
- 1996 : accord de partage de codes avec la compagnie aérienne low-cost britannique Virgin Express pour l'achat de sièges sur des vols court-courriers afin d'augmenter l'offre de la Sabena[10].
- novembre 1997: le conseil d'administration avalise l'achat de 34 Airbus dans le but d'uniformiser les flottes des deux compagnies.
- mars 1998: Swissair insère la Sabena dans le Qualiflyer Group.
- 2000: nouveau directeur: l'Allemand Christoph Müller
- 26 avril 2000 : un pré-accord prévoit la montée en puissance de Swissair jusqu’à 85% du capital de Sabena.
- 31 juillet 2000 : accord mettant officiellement en place l'AMP (Airline Management Partnership).
- juillet 2001: L’État belge attaque la Swissair en justice en demandant l’annulation de l'accord de 1995 et des dédommagements financiers[11].
- 17 juillet 2001 : accords Astoria visant la recapitalisation la Sabena par la Swissair et l’État.
- août 2001: Virgin Express attaque la Sabena en justice pour non-respect du contrat d'achat de sièges liant les deux compagnies.
- 11 septembre 2001: attentats du 11 septembre.
- 2 octobre 2001: arrêt des opérations de la Swissair.
- 7 novembre 2001: faillite prononcée de la Sabena.

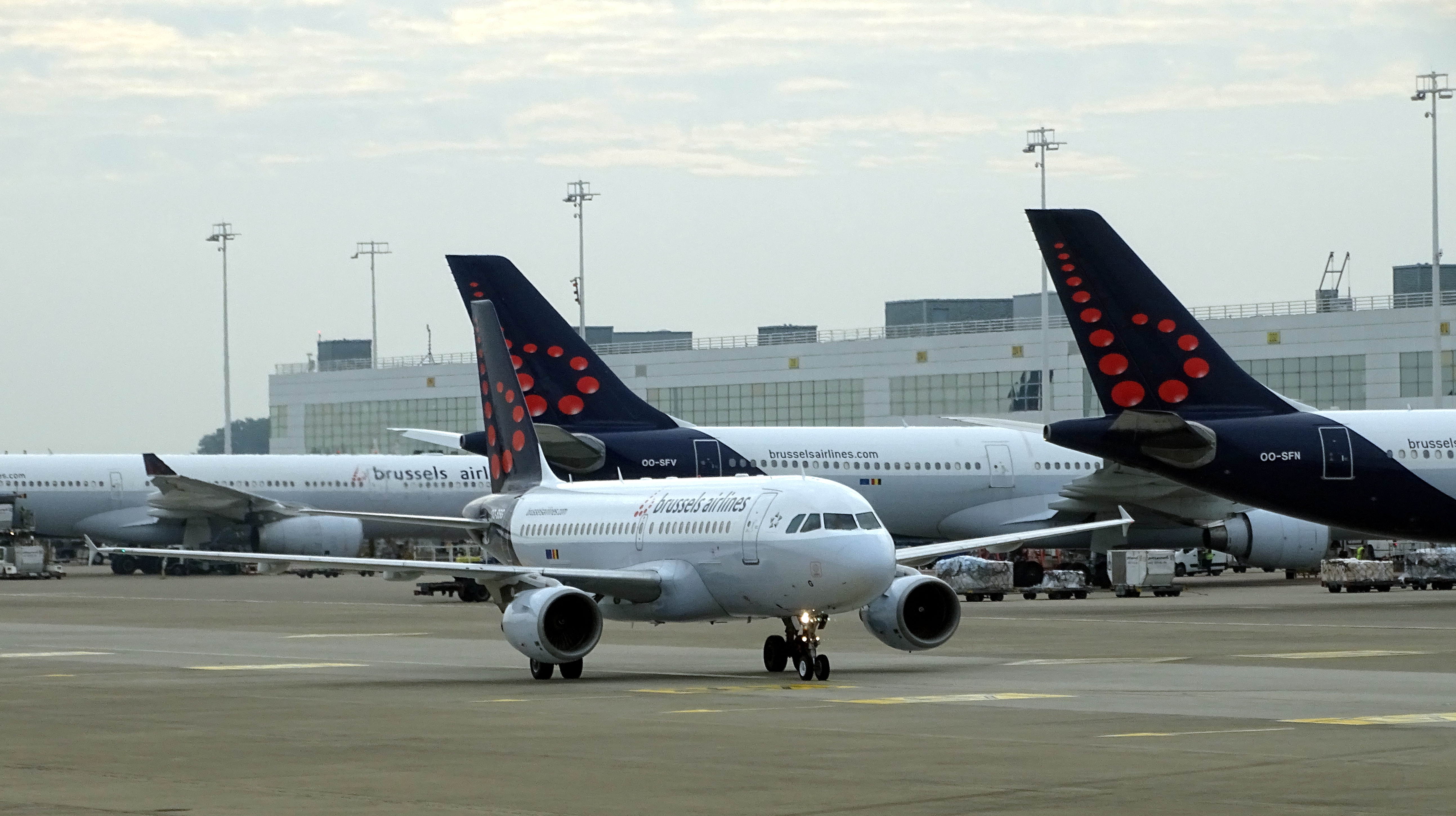
Brussels Airlines naitra de la fusion entre SN Brussels Airlines et Virgin Express, le 7 novembre 2006, soit 5 ans jour pour jour après la faillite de la Sabena.

- 10 novembre 2001 : reprise de certains vols européens de l'ancienne Sabena par Delta Air Transport, soutenue par le consortium SN Air Holding dans le but de recréer une compagnie aérienne nationale.
- décembre 2001: décision de la Chambre d'instituer une commission d'enquête parlementaire au sujet de la faillite de la Sabena.
- 15 février 2002 : lancement de la SN Brussels Airlines.
- 31 mars 2002 : date de faillite officielle de Swissair.
- 5 février 2003 : lecture des conclusions de la commission d'enquête de la Sabena devant la Chambre.
- 7 novembre 2006 : fusion entre SN Brussels Airlines et Virgin Express, donnant naissance à Brussels Airlines, 5 ans jour pour jour après la faillite de la Sabena.
- 27 janvier 2011 : verdict de la cour d'appel au sujet des causes de la faillite.
- 22 février 2011 : Le Tribunal de première instance de Zurich rejette les demandes de dédommagements de l’État belge et conteste la responsabilité de la Swissair dans la faillite de la Sabena[12].
- avril 2014 : six anciens responsables de la compagnie aérienne sont renvoyés en correctionnelle et inculpés de fraude fiscale dans l'affaire de la société filiale Sabbel Insurance Ltd., basée aux Bermudes[13].
- février 2015: La curatelle de la Sabena saisit le tribunal de commerce de Bruxelles pour réclamer 95 millions d’euros de dommages et intérêts à Airbus[14].
- 23 décembre 2015 : la Cour de cassation déclare la prescription du dossier de fraude fiscale à la Sabena[15].

### Déroulement
L'annonce de la faillite fut faite  aux syndicats par Ferdinand Chaffart, président du conseil d'administration de la compagnie lors d'un conseil d'entreprise le 6 novembre 2001 à 18 h. La faillite sera officiellement proclamée le 7 novembre 2001 par le tribunal de commerce de Bruxelles, dans la foulée de la faillite de la compagnie suisse Swissair, son principal partenaire et actionnaire, ayant suspendu ses activités le 2 octobre 2001.
Le dernier vol de la Sabena (SN690) fut opéré le 7 novembre 2001 entre Abidjan (Côte d'Ivoire), Cotonou (Bénin) et Bruxelles, par un Airbus A340-300 immatriculé OO-SCZ qui se posa à 11 h 5 avec à son bord 266 passagers et 11 membres d'équipage. Symboliquement l’appareil fut arrosé par les pompiers de l’aéroport et, une fois immobilisé, une partie du personnel encercla l'avion en se tenant par la main.

### Curatelle

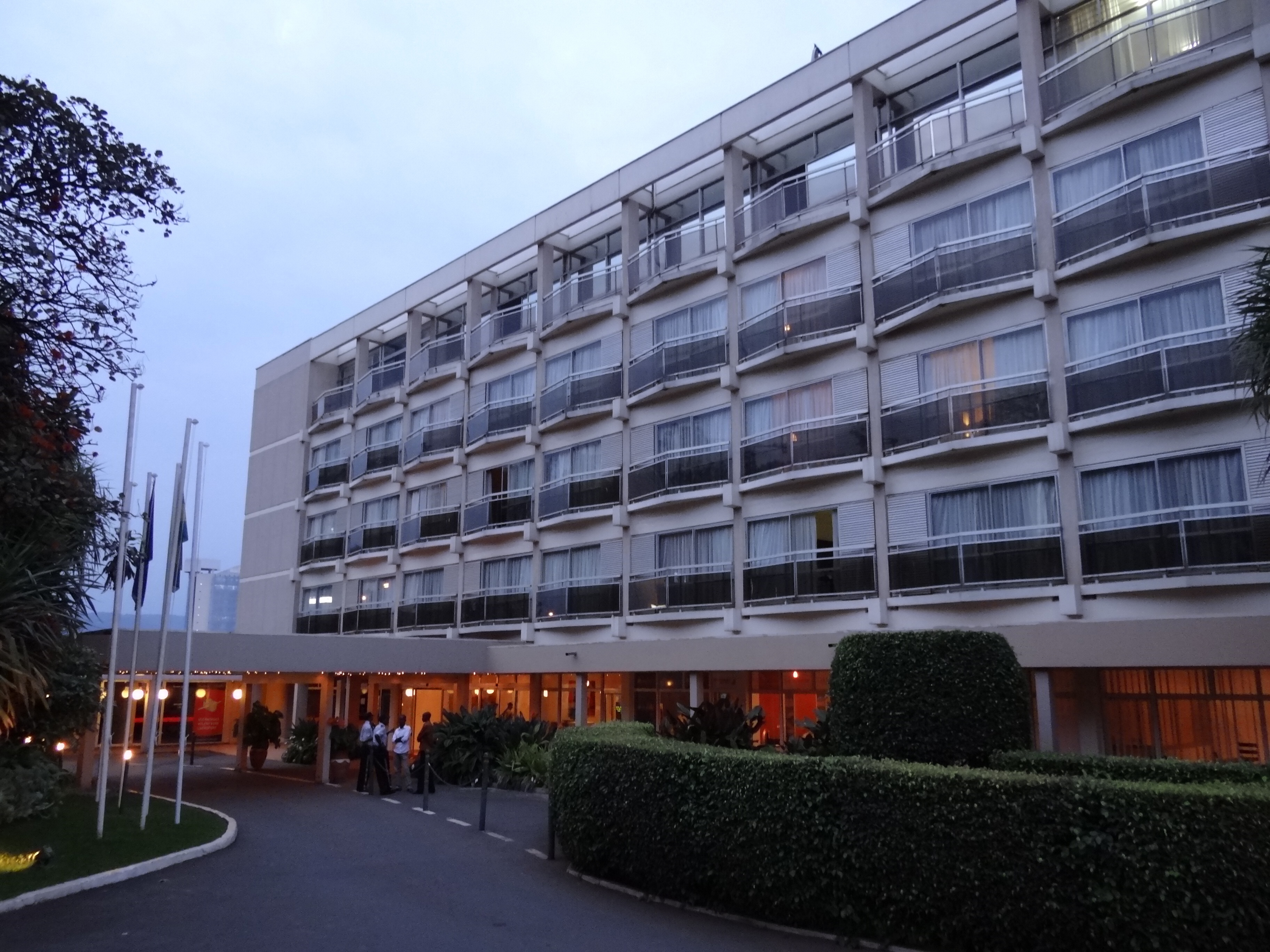
La curatelle eut notamment pour mission de liquider les biens de la Sabena, dont l'Hôtel des Mille Collines à Kigali, tristement célèbre à la suite de son rôle dans le génocide des Tutsi et pour avoir été le théâtre du film Hôtel Rwanda.

À la suite de la faillite, une mise sous curatelle fut ordonnée afin de liquider les actifs de la Sabena ou de faire poursuivre l'activité de certaines filiales. Celle-ci se pencha particulièrement sur la Sabena Hotels, la Sabena Flight Academy, Belgian Fueling and Service Company, Atraxis et Sabena Technics.

## Causes
Lors du procès de la Sabena, l'arrêt de la Cour d'appel fut rendu le 27 janvier 2011 et estima que la responsabilité de la faillite était imputée à SAirGroup, holding gérant la Swissair qui n'aurait pas respecté toutes ses obligations de refinancement de la compagnie belge dans la dernière année de son existence. La justice suisse réfuta ce verdict en 2011, estimant que la Swissair n'avait pas commis de faute et que c'est au contraire l’État belge qui s'est comporté comme une institution publique ayant soutenu une société privée dans le but de favoriser l'économie nationale.
Toutefois, de nombreuses autres causes furent mises en évidences et l'ensemble des facteurs est à prendre en considération.

### La Swissair

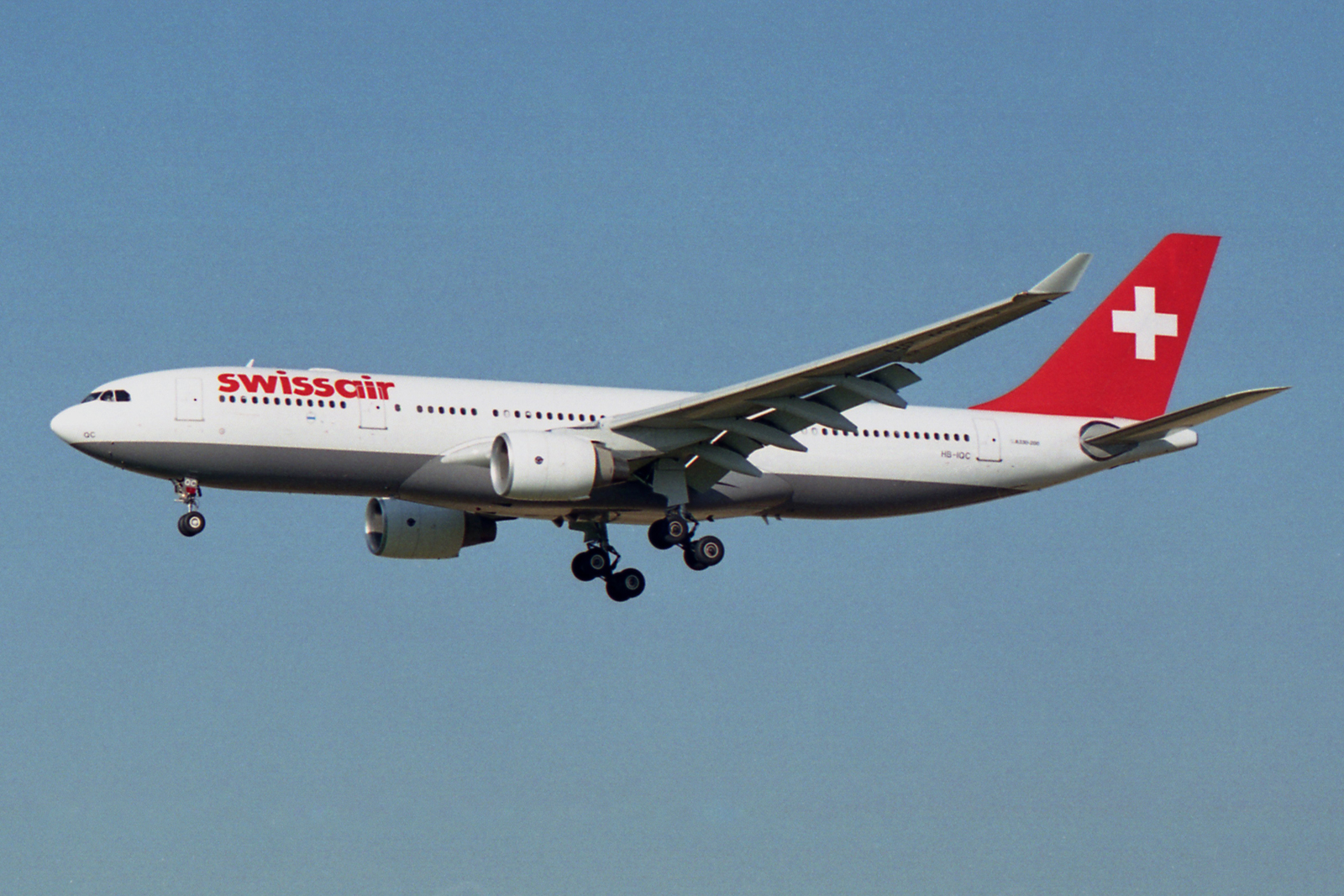
À cause de sa politique de rachat de compagnies aériennes plus faibles, la chute de Swissair eut de nombreuses conséquences internationales, dont la précipitation de la faillite de la Sabena.

L'alliance de la Swissair avec la Sabena n'était qu'une partie de la politique d’expansion de la compagnie helvétique, sous tutelle de la holding SAirGroup, qui souhaitait créer un grand groupe international par le rachat et l’absorption de compagnies aériennes plus faibles (Air Littoral Air Liberté, LTU International Airways, South African Airways ou encore TAP Air Portugal). L'objectif était de lui permettre de rivaliser avec les grandes compagnies concurrentes et de se déployer dans l’espace aérien de l’Union européenne, dont la Suisse ne fait pas partie. Malheureusement, cette stratégie trop gourmande et mal menée a conduit à la chute de Swissair et d'autres compagnies dans son sillage, sonnant également le glas de la Sabena, déjà mal en point.

#### AMP
Lors de l'alliance avec Swissair; la compagnie helvétique imposa la création de l'AMP, pour Airline Management Partnership, qui peut se traduire par partenariat de gestion de la compagnie. La signature du contrat AMP eut lieu le 31 juillet 2000 et devait conduire à la fusion des deux compagnies. Le but de l'AMP était de préparer la fusion en regroupant les différents départements et filiales des deux compagnies sous une houlette commune, comme par exemple le marketing, la gestion du réseau, les finances, etc. Ce sont en fait toutes les filiales lucratives de la Sabena qui passent sous le joug de l'AMP, privant la compagnie belge de ses principales sources de revenus, l'activité de transport aérien de passagers n'étant, en soi, pas rentable.

#### Harmonisation de la flotte
Le choix d'achat de 34 avions européens Airbus afin d’harmoniser les deux flottes était clairement en faveur de la Swissair puisque la Sabena disposait majoritairement d'avions américains tels que des Boeing ou des McDonnell Douglas, alors que la Swissair volait principalement avec des Airbus.
De plus, la Sabena a choisi un système de leasing pour ses nouveaux Airbus. Et en attendant leur livraison elle acheta des capacités de vol pour plusieurs destinations (déficitaires pour la Sabena) à Virgin Express et conclu un contrat de location jusqu'en 2003 d’un montant de 116,51 millions € avec City Bird.
En 2015, la curatelle de la Sabena saisit le tribunal de commerce de Bruxelles pour réclamer plus de 95 millions d'euros de dommages et intérêts à Airbus dans le cadre de cette affaire.

#### Les promesses non tenues

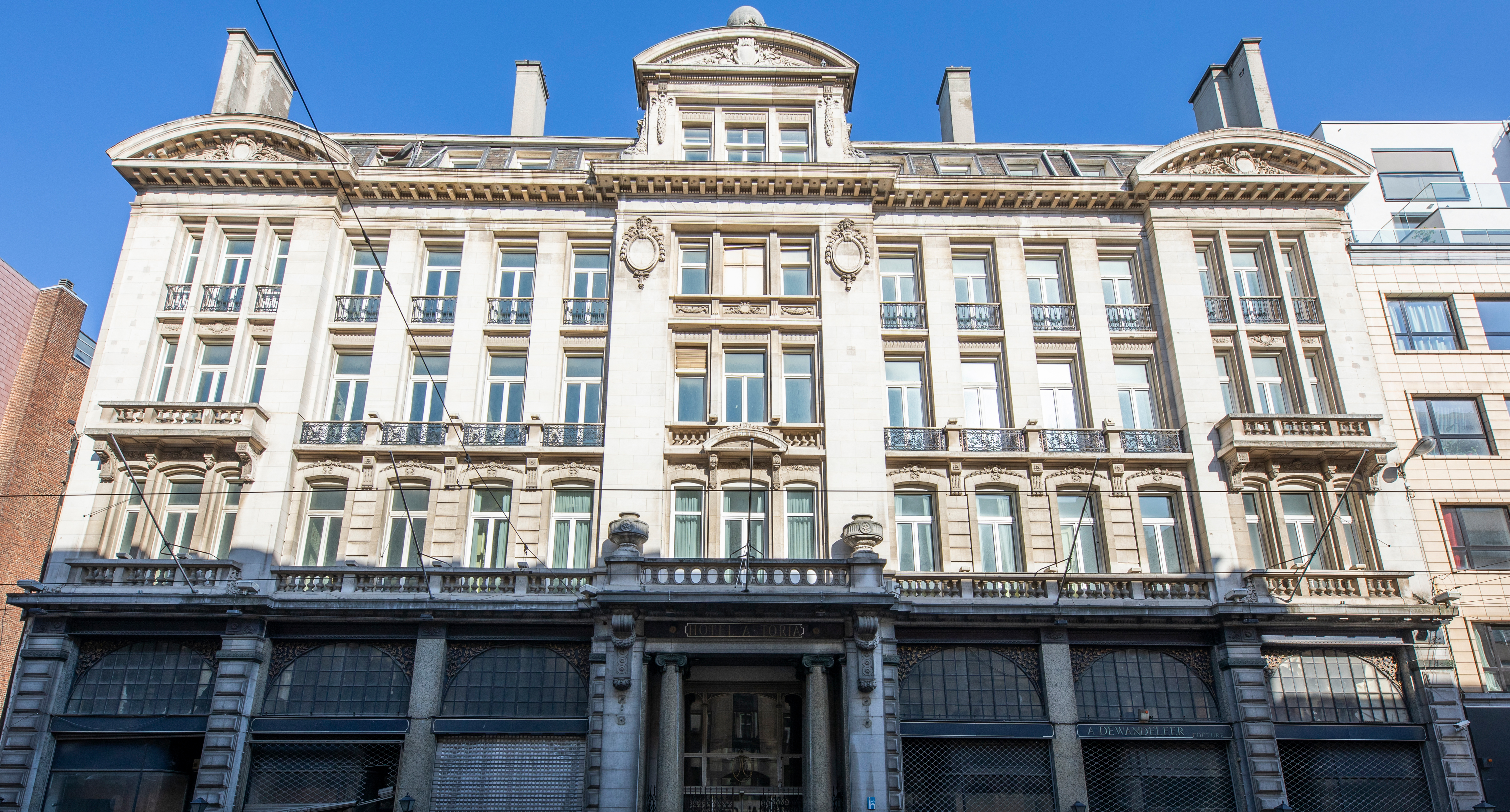
L'hôtel Astoria, à Bruxelles, où des accords de sauvetage de la Sabena par une recapitalisation avaient été conclus le 17 juillet 2001, entre l'État belge et la Swissair, mais qui ne furent pas respectés par les suisses.

En janvier 2011 la 9e chambre de la cour d'appel de Bruxelles a estimé que la faillite de la Sabena était à imputer à SAirGroup, holding suisse propriétaire de Swissair, principalement à cause du non-respect des accords Astoria, du nom de l'hôtel bruxellois où ils furent conclus le 17 juillet 2001, entre l'État belge et la compagnie helvétique. Ces accords devaient permettre de recapitaliser la Sabena à hauteur de 430 millions d'euros: 60 % à charge de Swissair (258 millions) et 40 % à charge de l’État belge, ainsi que la reprise par les suisses de neuf Airbus de la Sabena. L’État étant alors représenté par trois hommes : le vice-Premier ministre Johan Vande Lanotte, son chef de cabinet Jannie Haek et Patrick De Maseneire, ancien administrateur. On notera cependant l'absence lors de ces négociations, du ministre de tutelle Rik Daems ainsi que du président du conseil d'administration de la Sabena : Ferdinand Chaffart. Cet accord n'a cependant jamais été respecté par Swissair, alors elle-même en proie à de grosses difficultés financières qui mèneront à l'arrêt de ses opérations aérienne dès octobre 2001 et à sa faillite officielle le 31 mars 2002.

#### La faillite de Swissair
La Swissair, membre de SAirGroup, était en grosse difficultés financières depuis la fin des années 1990, notamment dû à l’acquisition de parts plus ou moins importantes dans une série  compagnies aériennes comme la Sabena mais aussi LTU International Airways, South African Airways, TAP Air Portugal, Air Liberté ou encore Air Littoral. Cela lui coûtera un investissement d’environ 17 milliards de dollars américains, que les Attentats du 11 septembre 2001 et la réduction conséquente du trafic de passagers dans le monde viendront  empêcher de rentabiliser, sonnant le glas de la compagnie suisse.
Le 2 octobre 2001, la Swissair suspend ses vols car elle n'est plus en mesure de payer les droits d’atterrissages à l'aéroport de Londres-Heathrow, ce qui a pour conséquence que plus aucune société ne veut alors fournir de kérosène à la compagnie helvétique, qui n'a d'autres choix que de clouer au sol l'ensemble de ses avions et ses 400 vols. Une partie du trafic reprendra deux jours plus tard grâce à l'intervention financière du gouvernement suisse mais, dès  novembre, celui-ci prévoit la création d’une nouvelle compagnie aérienne nationale à partir de la compagnie Crossair, il s'agit du projet « Phénix ». L'argent est réuni à hauteur de 2,2 milliards de francs suisses, provenant des grandes banques du pays. C'est le début de la compagnie actuelle Swiss International Air Lines, la Swissair disparaissant officiellement le 31 mars 2002. Par un effet boule de neige, la faillite de Swissair aura également d'autres répercussions importantes ailleurs à l'échelon international, vu les rachats de différentes compagnies aériennes étrangères effectués par les suisses.

### La rentabilité de la Sabena

#### Endettement régulier
Depuis sa naissance en 1923, la Sabena n'a été en bénéfice que lors des exercices des années 1945 à 1958, 1982 à 1989, ainsi que pour celui de l'année 1998. Toutes les autres années furent marquées par un déficit et des dettes que l’État belge, principal actionnaire devait à chaque fois combler par l'injection d'argent public. Par exemple, entre 1978 et 1981, le résultat net de la compagnie diminue, passant de -2,3 milliards de francs belges à -3,7 milliards. Le taux d'endettement suit, passant de 95 % du total du bilan, à plus de 100 % l’année suivante, atteignant 113 % en 1981.
A la veille de sa faillite, la Sabena était endetté à hauteur de plus de 2 milliards d'euros.

#### Le désinvestissement de l’État
Longtemps seul actionnaire de la compagnie, l’État belge n’a jamais pu rendre la Sabena rentable, ni économiquement moderne. Citons, par exemple, son réseau très axé sur le court ou moyen-courrier vers l’Europe, avec quelques destinations long-courrier, mais principalement en Afrique (pour les raisons historiques coloniales du Congo belge) et en Amérique du Nord, délaissant d'autres destinations potentiellement intéressantes, notamment vers l'Asie, creusant un déséquilibre face à la concurrence.
L’État ne se cachait pas de vouloir se désengager complètement de la Sabena, dont il a épongé les dettes pendant de nombreuses années alors que, paradoxalement, c'est lui qui la maintenait en situation de sous-capitalisation, de surcapacité de certaines lignes et de personnel en surnombre.
Malgré les réformes instaurées dans la compagie dans les années 1980 par le ministre des communications de l'époque, Herman De Croo, la situation de la Sabena ne s'améliora pas et la solution fut de conclure une alliance avec une autre grande compagnie aérienne afin, d'une part, de mutualiser les efforts via la création d'un groupe économiquement solide et, d'autre part, que l’État puisse léguer ses parts de la Sabena. Après la signature de l'alliance avec Swissair, le gouvernement fédéral, notamment via le ministre Rik Daems, a progressivement abandonné le pouvoir de gestion à la holding suisse dirigeant alors les deux compagnies, la SAirGroup sans plus s'acquitter de son devoir de contrôle sur la gestion et les agissements de celle-ci. Il n’a réalisé que trop tardivement que Swissair agissait d'abord dans son propre intérêt, mais il était alors trop tard pour qu'il ne puisse réagir: le conseil d'administration et une bonne parties des filiales de la Sabena étant déjà sous contrôle Suisse, notamment via l'AMP. L’État belge tenta toutefois de mener des actions en justice contre la Swissair, mais sans résultats pour pouvoir sauver la compagnie. Il tenta aussi de créer des accords avec la compagnie Suisse pour qu'elle participe à la recapitalisation de la Sabena, notamment les accords Astoria (du nom de l'hôtel où ils ont été signés) du 17 juillet 2001, mais ceux-ci ne furent pas respectés par la Swissair.

#### Le réseau aérien belge

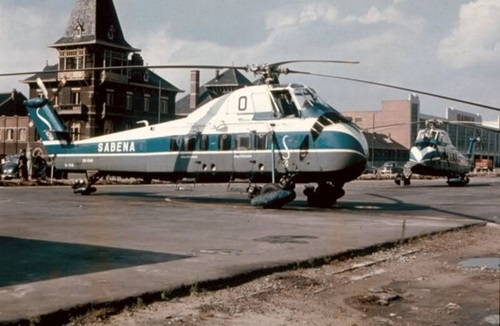
La Sabena développa un réseau de transport de passagers en hélicoptère dès les années 1950, mais sans succès. Ici un Sikorsky S-58 à l'héliport de Bruxelles-Allée-Verte.

De par sa géographie, la Belgique ne dispose pas d'un territoire suffisamment étendu pour pouvoir développer un vrai réseau aérien intérieur. Avec l’avènement de l'hélicoptère dans les années 1950, la Sabena tenta toutefois de créer un réseau de transport de passagers, notamment au départ de l'héliport de Bruxelles-Allée-Verte, mais l'activité ne fut pas rentable à long terme.
Lorsque le Congo belge prit son indépendance le 30 juin 1960, la Sabena dut alors se concentrer sur les lignes internationales. Elle développa alors un réseau long-courrier axé sur l'Afrique, vu son expérience dans cette partie du monde depuis ses débuts et les premières liaisons dans les années 1920 vers sa colonie congolaise.

### Les facteurs socio-politiques

#### Le conseil d'administration
Le conseil d'administration de la Sabena a historiquement toujours été politisé, le choix des administrateurs revenant aux Ministres des communications successifs. Une fois l'alliance conclue avec la Swissair le 4 mai 1995, celle-ci devint actionnaire à 49,5%, mais de facto actionnaire principal grâce à ses warrants. À la suite de cela, l'ancien directeur général, Pierre Godfroid, remit sa démission au premier ministre de l'époque, Jean-Luc Dehaene et fut remplacé par le suisse Paul Reutlinger. Le conseil d'administration se dota également d'un nouveau président : Jan Huyghebaert, jusque là président de la holding Almanij, assisté par Philippe Suinen en tant que vice-président, alors directeur de cabinet d'Elio di Rupo, à l'époque vice-Premier ministre chargé de l'économie.
Ce nouveau management en place géra la Sabena selon la volonté d’expansion de Swissair et pris plusieurs décisions dangereuses, dont le fameux achat des 34 Airbus visant à harmoniser les deux flottes, alors que la Sabena volait principalement avec des Boeing. Les administrateurs belges se sont alignés sur les consignes de la Swissair, qui paraissait inébranlable, et ont entériné des décisions qui se sont plus tard révélées des plus néfastes pour la Sabena. Plusieurs d'entre eux seront d'ailleurs inculpés lors du procès de la faillite en 2009, dont Jan Huyghebaert et Philippe Suinen. Certaines de ces décisions maladroites ont été mises en évidence par un audit commandé par les syndicats début 2000 à la société américaine US Alpa, dont les contrats réalisés avec City Bird et Virgin Express, respectivement pour louer deux gros porteurs McDonnell Douglas MD-11 à la première et acheter des places sur des vols de la deuxième, le tout en attendant la livraisons des 34 nouveaux Airbus.
Lorsque Christoph Müller arriva en 2000, il constata la dégradation de la situation de la compagnie belge et tenta de pallier la situation via des plans de restructuration, comme le plan Blue Sky. Cependant, son application fut freinée par les syndicats qui ont mal perçu l'urgence et la nécessité de tels plans de restructuration afin de moderniser et remettre à flots une compagnie délaissée par l’État, avant tout soucieux de se débarrasser du fardeau financier que représentait depuis tant d'années la Sabena. A la demande du gouvernement belge, et à la suite de nouvelles pertes financières, le conseil d'administration fut à nouveau totalement remanié en avril 2001, passant de 12 à 9 administrateurs, cinq Belges et quatre Suisses, présidés par Ferdinand Chaffart. Ce fut toutefois trop tard pour permettre l'application d'un nouveau management efficace.

#### Le contexte syndical
Le personnel de la Sabena était syndiqué à 70%, mais représenté, à l'époque de la faillite, par non moins de 8 associations ou syndicats différents, dont :
- Le BeCA (Belgian Cockpit Association), le syndicats des pilotes.
- La CCSP (Centrale chrétienne des services publics).
- La CCMB (Centrale chrétienne des métallurgistes de Belgique) .
- La CSC (Confédération des syndicats chrétiens).
- La CMB (Centrale des métallurgistes de Belgique).
- La CGSP (Centrale générale des services publics).
- Le SETCa (Syndicat des employés, techniciens et cadres), affilié à la FGTB.
- Le Snac (Syndicat des navigants de l’aviation civile), affilié à la CGSLB.

Cette influence syndicale importante mais disparate n'aura de cesse de freiner les plans de relances, notamment le Blue Sky de Christoph Müller d'octobre 2000, par une série de désaccords ou de manifestations,,.

#### Les contraintes des traités européens
Depuis la création de la Communauté économique européenne en 1957, dont la Belgique était un des 6 états fondateurs, les traités de l'Union européenne n'ont eu de cesse de réguler, voire de limiter, les aides que les états pouvaient apporter à des sociétés, y compris publique. Cela mit à mal le principe même de fonctionnement de la Sabena basé sur le partenariat public-privé, dont l’État était le principal (voir seul) actionnaire, jusqu'aux réformes de la compagnie par le ministre Herman De Croo dans les années 1980 et l'alliance avec Swissair le 4 mai 1995.

#### Le cours de l'euro et du dollar
La préparation de la mise en place de l'euro comme monnaie unique de l'Union européenne le 1er janvier 2002 a, de facto, créé le taux de change euro/dollar qui, de par ses fluctuations ont également mis à mal la Sabena, notamment après le fait qu'elle ait annoncé acheter les 34 fameux Airbus en euros.

### Démocratisation du transport aérien

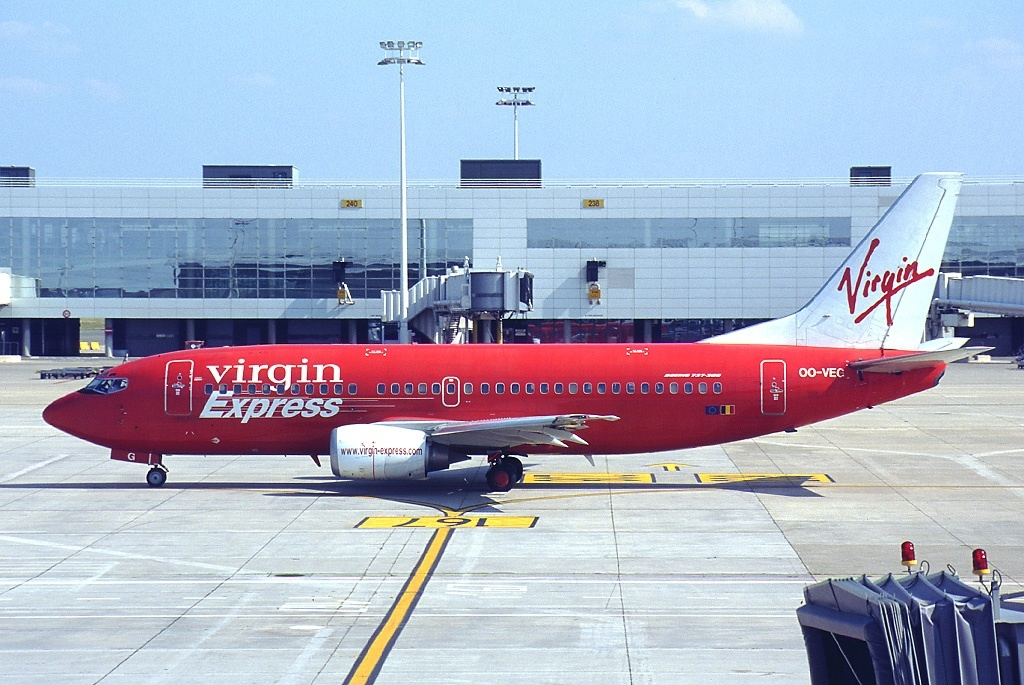
Les compagnies aériennes à bas prix se développèrent en Europe dans les années 1990, y compris en Belgique avec, entre autres, la compagnie Virgin Express, basée à l'aéroport de Bruxelles-National, concurrence supplémentaire via un modèle économique radicalement différent de celui de la Sabena.

La Sabena s'était forgé une réputation de compagnie glamour et luxueuse, collant à l'idéologie des trente glorieuses. La compagnie se faisait le représentant de la Belgique à l'étranger et un symbole de l'unité nationale. Ce modèle de gestion de société et  de transport tint jusqu'au premier choc pétrolier, qui vit apparaitre la démocratisation du transport aérien puis fut mis à mal par les traités de l'Union européenne régulant et limitant les aides financières des États.

#### L'avènement des compagnies Low-Cost
Les compagnies aériennes low-cost commencent à apparaitre aux États-Unis dans les années 1980, puis se développent en Europe dans les années 1990 avec, notamment, la création de Ryanair en 1984 ou d'Easy Jet en 1995. On peut également citer la création de compagnies belges telles que Virgin Express en 1996, basée à l'aéroport de Bruxelles-National, avec laquelle la Sabena avait conclu un accord d'achat de sièges sur certaines lignes court-courrier afin d'augmenter son offre.
Ce nouveau modèle économique est en opposition avec celui qu'avait toujours suivi la Sabena, entre autres basé sur le partenariat public-privé. Afin de faire face à cette nouvelle concurrence, certaines compagnies aériennes « traditionnelles » créèrent leurs propres filiales à bas prix, comme par exemple Eurowings, filiale de la compagnie allemande Lufthansa. La Sabena, elle, ne choisit pas cette stratégie, disposant déjà de plusieurs compagnies filiales régionales comme Air Meuse ou Delta Air Transport, mais aussi d'une compagnie charter : la Sobelair.

#### La concurrence du train à grande vitesse
Le réseau aérien de la Sabena était avant tout court et moyen-courrier, le long-courrier étant essentiellement orienté vers l'Afrique, pour des raisons historiques liées au développement de la colonie du Congo belge. Cependant, avec l'apparition des premiers trains à grande vitesse en Europe dans les années 1980, le temps de trajet pour relier les grandes villes des pays voisins de la Belgique devint plus court par le rail que par les airs et même parfois moins cher. Cela représenta donc une concurrence de plus en plus grande pour la compagnie aérienne. Différents réseaux, trains et sociétés apparurent alors, tels que l'Intercity-Express allemand ou le TGV français qui devinrent de sérieux concurrents pour les lignes aériennes à courte distance.
Citons également la société britannique Eurostar qui connecte Bruxelles à Amsterdam et Paris mais aussi à Londres, depuis l'ouverture de tunnel sous la Manche en 1996.

### Attentats du 11 septembre 2001

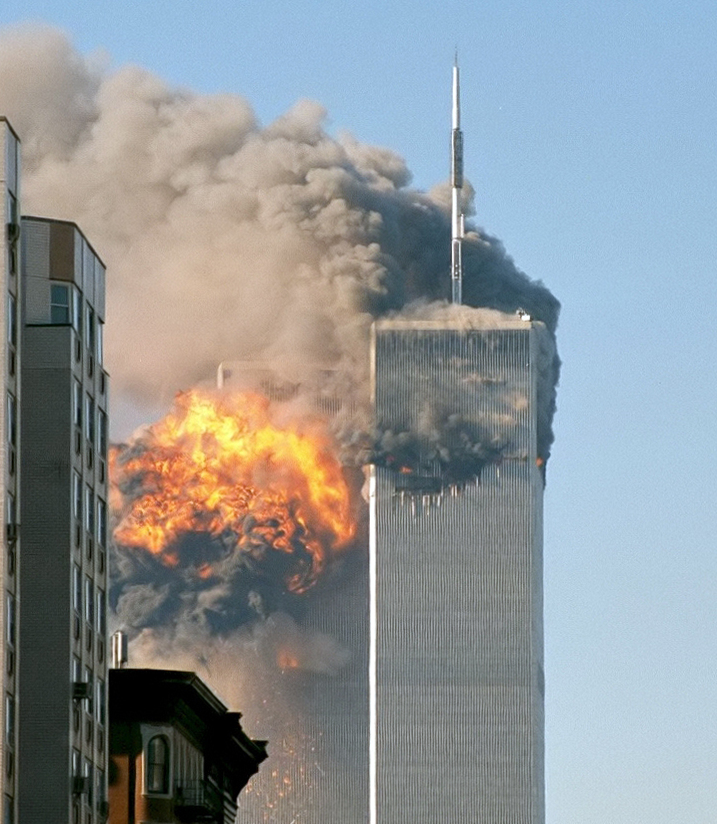
Les attentats du 11 septembre 2001, ont eu un impact majeur sur l'aviation mondiale et ont été un énième facteur aggravant pour la Sabena, déjà en grosses difficultés.

Les attentats du 11 septembre 2001 vinrent porter le coup de grâce à la Sabena à la suite, dans un premier temps, de l'annulation massive de vols, puis, à plus long terme, de la réduction drastique de la demande dans le transport aérien mondial. S'en est également suivi une hausse brutale du prix des primes d'assurance pour le secteur aérien, conjointe à une hausse du prix du kérosène. Tous ces éléments enfoncèrent un peu plus le clou pour la Sabena, déjà en grosses difficultés financières à ce moment-là.

## Conséquences

### Économiques
Parmi les entreprises ou entités directement impactées par la faillite, on peut citer l'aéroport de Bruxelles-National qui vit le nombre de ses passagers chuter drastiquement à partir de l'année 2001. Un rapport officiel d'évaluation des risques économiques de la faillite de la Sabena fut émis par le bureau fédéral du Plan en mars 2002.

### Sociales
La faillite de la Sabena entraina la perte des 8 029 emplois liés directement à la compagnie aérienne. Elle impacta également bon nombre d'autres entreprises, comme ses filiales, dont la Sobelair ou Delta Air Transport. Des cellules de reconversion furent mises en place afin d'aider le personnel licencié à retrouver un emploi ou à se reconvertir dans une autre activité professionnelle.
En 2021, l'équivalent d'1,85 million d'euros, à l'époque épargnés en francs belges par le personnel de la Sabena via des fonds de pension, étaient toujours bloqués en attente de décision juridique de la curatelle.

### Nouvelle compagnie aérienne

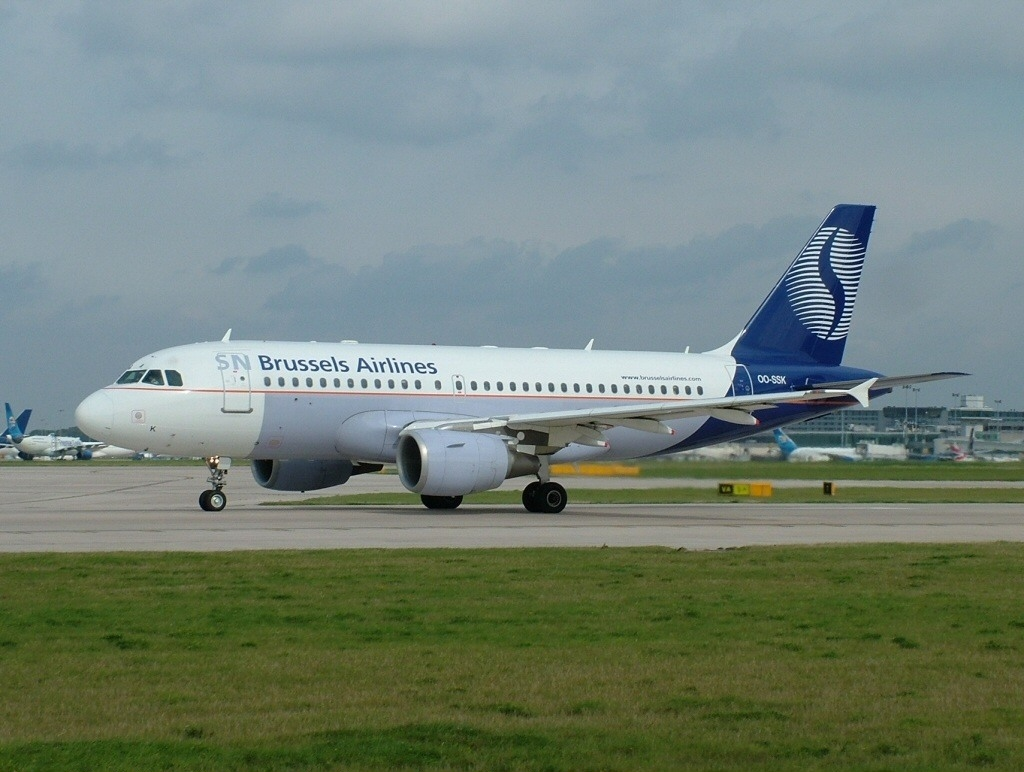
La SN Brussels Airlines succéda à la Sabena. Ici un Airbus A319 en 2004.

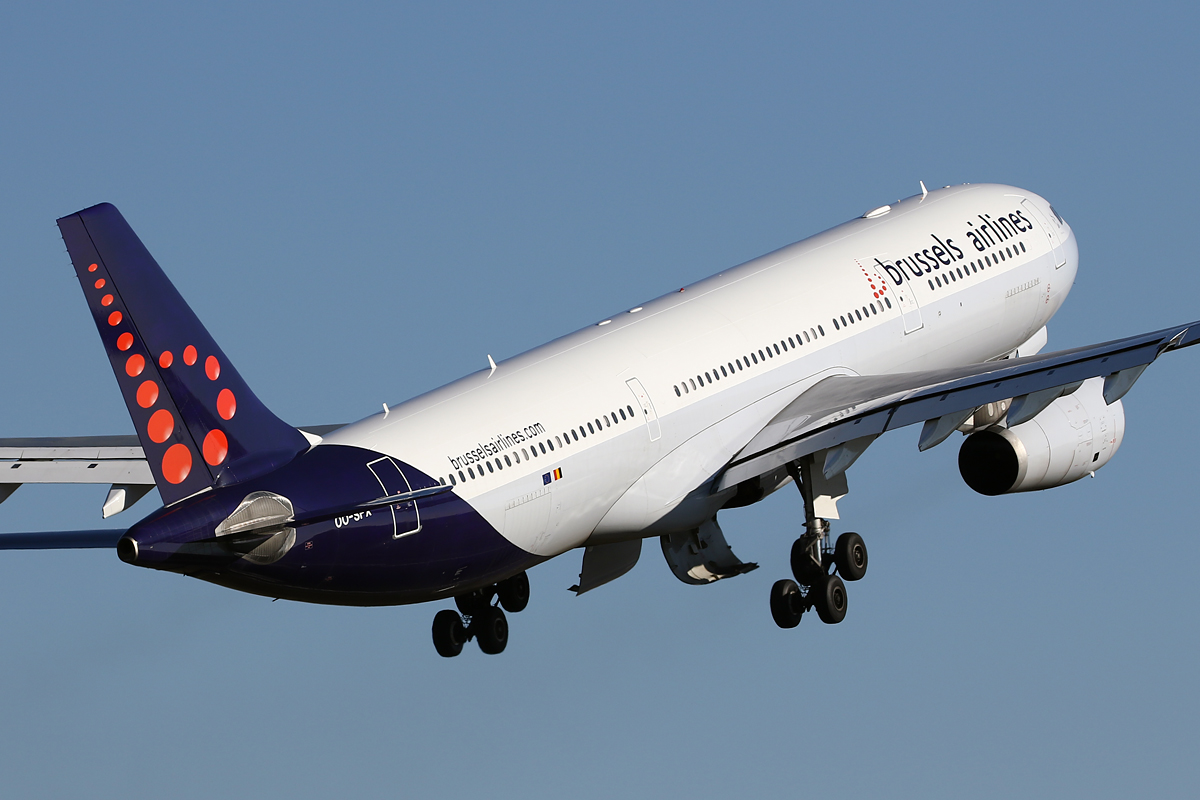
Brussels Airlines succéda à SN Brussels Airlines et opère encore aujourd’hui d'anciens avions ayant appartenu à la Sabena. Ici un Airbus A330-300 immatriculé OO-SFX.

Dès l'officialisation de la faillite, le gouvernement belge mit en place le projet Newsab qui devait doter la Belgique d'une nouvelle compagnie aérienne porte-drapeau. Celui-ci fut entre autres mené par Étienne Davignon et Maurice Lippens, deux hommes d'état et d'affaires de la noblesse belge, qui rassemblèrent un ensemble d'acteurs financiers belges et d'investisseurs. Cet ensemble fut nommé SN Air Holding et commença par acheter 92 % des parts de Delta Air Transport, une compagnie aérienne anciennement filiale de la Sabena qui avait été choisie pour permettre le lancement de la nouvelle compagnie belge. Le but de la DAT +, comme elle était appelée à l'époque, était de recréer une compagnie plus petite, en récupérant une partie des avions, du réseau et du personnel de l'ancienne Sabena. Les vols reprirent le 10 novembre 2001 avec un vol inaugural vers Genève suivi de 34 autres destinations européennes, puis quelques mois plus tard vers l'Afrique. Les actions se concrétisèrent par la création de la compagnie SN Brussels Airlines le 15 février 2002.
Cette compagnie fusionna avec Virgin Express le 7 novembre 2006, soit 5 ans jour pour jour après la faillite de la Sabena. La nouvelle compagnie se nomma Brussels Airlines et est toujours en activité aujourd'hui.

## Procès et enquêtes

### Commission d'enquête
Dès décembre 2001, la Chambre décida de la création d'une commission d'enquête parlementaire afin de faire la lumière sur les circonstances de la faillite de la Sabena en remontant jusqu'à 1975, soit avant les réformes de la compagnies dans les années 1980. La commission était composée de 15 politiciens : 9 néerlandophones et 6 francophones et présidée par Raymond Langendries. Initialement prévue pour durer 6 mois, la commission édita un rapport de plus de 300 pages et rendit ses conclusion le 5 février 2003. Selon elle, la première cause de la faillite de la Sabena est l’attitude du groupe Swissair, qui n’a « pas respecté ses engagements vis à vis de la Sabena ». Elle cite également une « culture d’entreprise publique », un « processus décisionnel trop lent », une « productivité trop faible » ainsi qu’une « structure de coûts trop élevée ». Son rapport rappelle aussi qu’aucune autre compagnie aérienne ne se proposa pour s’associer à la Sabena, alors qu'une augmentation de capital était essentielle à la survie de la compagnie. La gestion des autorités belges fut également mise en cause pour son manque de cohérence, les gouvernements adoptant des politiques variables au fil du temps. Quant au conseil d’administration de la Sabena, il lui a été reproché d'être resté trop passif, notamment au moment des achats des 34 Airbus afin de calquer la flotte de la Sabena sur celle de la Swissair. Raymond Langendries déplora également des pressions subies par les membres de la commission par des politiciens belges ne souhaitant pas être mis en cause à 3 mois des élections législatives fédérales belges de 2003.

### Plaintes
La justice belge a été saisie de plusieurs plaintes déposées notamment par d’anciens employés de la Sabena pour abus de bien sociaux, escroquerie et faillite frauduleuse. Cela concernait tout particulièrement la filiale off-shore de la Sabena aux Bermudes nommée Sabbel Insurance Ltd., créée officiellement pour assurer les risques non-liés aux activités aéronautiques de la compagnie, mais qui fut soupçonnée d'avoir fait transiter de l'argent non déclaré afin de payer certains membres haut placés sans traces. L'équivalent de plusieurs millions d'euros seraient passés par cette société entre 1995 et 1999.

#### Volet «fraude fiscale»
L'instruction débuta dès 2001, visant tout d'abord 37 personnes physiques ou morales, suisses comme belges, pour fraude fiscale, puis revu ce nombre à 10, puis à 9 à la suite du décès de l'ancien directeur général, le suisse Paul Reutlinger en 2010. En septembre 2002, le juge Jean-Claude Van Espen mena des auditions et des perquisitions à Toulouse, au siège d'Airbus à la recherche de malversations éventuelles et des circonstances liées à l'achat de 34 Airbus par la Sabena en 1997, alors qu’elle ne prévoyait pas d’en acquérir plus de 17, notamment d'éventuelles pressions de Swissair, alors actionnaire à 49,5% de la Sabena. Finalement seuls six anciens responsables de la compagnie aérienne furent renvoyés en correctionnelle et inculpés de fraude fiscale dans l'affaire de la société filiale off-shore de la Sabena basée aux Bermudes : la Sabbel Insurance Ltd., créée pour « assurer les risques non-liés aux activités aéronautiques ». Parmi eux, on retrouve Pierre Godfroid, directeur général entre 1990 et 1996, Patrick Du Bois, le dernier secrétaire général de la Sabena et administrateur de Sabbel, son prédécesseur Jan Ghyssaert ainsi que l'ancien directeur opérationnel Gery Daeninck. Les faits furent par contre déclarés comme prescrits pour le bureau de réviseurs KPMG et son ancien responsable Pierre Berger.

#### Enquête concernant les causes de la faillite
L'arrêt de la Cour d'appel fut rendu le 27 janvier 2011 et estima que la responsabilité de la faillite était imputée à SAirGroup, maison-mère de Swissair qui n'aurait pas respecté toutes ses obligations de refinancement de la compagnie belge dans la dernière année de son existence. Cette décision sera déboutée par le Tribunal de première instance de Zurich en février 2011 puis à nouveau contestée pour être finalement tranchée en 2014 par le Tribunal fédéral de Lausanne qui estima que l'arrêt bruxellois ne remplit pas les conditions qui lui permettraient d'être reconnu en Suisse.

#### Plainte de la curatelle contre Airbus
En février 2015, la curatelle de la Sabena saisit le tribunal de commerce de Bruxelles pour réclamer 95 millions d’euros de dommages et intérêts à l'avionneur européen Airbus dans le cadre de la commande de 34 appareils, passée en 1997 pour un montant de plus d’un milliard de dollars américains, à la demande de Swissair dans le but d'harmoniser les flottes des deux compagnies.
La curatelle intime que les Airbus étaient plus chers que les Boeing, avec lesquels la Sabena volait depuis plusieurs dizaines d'années. De plus, elle estime que le délai de livraison étalé sur quatre ans était anormal, ce qui avait notamment conduit la Sabena à opter pour un leasing d'appareils à City Bird et la négociation d'achat de sièges avec Virgin Express. Finalement, elle affirme que la Swissair s’est mise d’accord sur les montants et les livraisons avec Airbus en cachant ses accords à la compagnie belge.

## Autour de la faillite
- La Sabena était l’une des plus anciennes compagnies aériennes, juste derrière KLM et Avianca, créées en 1919 et fut la première compagnie nationale de l'Union européenne à faire faillite.
- Lors de la faillite, l'acronyme SABENA fut dérivé de manière sarcastique en anglais par Such A Bad Experience Never Again[78], qui peut se traduire en français par : « Plus jamais une si mauvaise expérience ».